# 图属性

一个示例图。该图为平面图与连通图，有顶点数为6，边数为7，最短路径为3，围长为3，度序列为<3, 3, 3, 2, 2, 1>。

在图论中，图属性（graph property）或图常量（graph invariant，又称图不变量）是图的一种性质，它只取决于其抽象结构，而不取决于图的表示形式如特定的图标号或图绘制形式。

## 定义
虽然图的绘制和图的表示都是图论中的有效课题，但为了只关注图的抽象结构，图属性被定义为在图的所有可能同构下仍存在的属性。换句话说，它是图本身的属性，而不是其特定的绘制或表示形式。非正式用法中，术语“常量”用于定量表示其属性，而“属性”用于定性描述图的特征。例如，语句“图没有度为1的顶点”为“属性”用法，而“图中度为1的顶点数量”为“常量”用法。
更正式地说，图属性是指具有相同属性的一类图，其任何两个同构图要么都属于该类，要么都不属于该类。等价来说，可以使用这类图的指示函数（将图转化为布尔值的函数，属于该类的图为真，否则为假）将图属性形式化，其中任何两个同构图必须具有相同的函数值。类似地，图常量或图参数可以形式化为一个函数，还可从图推广到更广泛的值类，如整数、实数、数字序列或多项式，这些值对应的图其任何两个同构图都具有相同的值。

## 图属性的特征
对于图上定义的某些自然偏序关系或预序关系，许多图属性与其相关性较高:
- 如果具有P属性的图其每一个诱导子图都具有P属性，则称该图是遗传的。例如，完美图和弦图是遗传的。[1]
- 如果具有P属性的图其每一个子图都具有P属性，则称该图是单调的。例如，二分图和无三角形图是单调的。所有单调的图都是遗传的，但遗传的图不一定单调。例如，弦图的子图不一定是弦图，所以弦图并不是单调的。[1]
- 如果具有P属性的图其每一个次图都具有P属性，则称该图是小型闭合的。例如，平面图是小型闭合的。所有小型闭合的图都是单调的，但单调的图不一定是小型闭合的。例如，无三角形图的次图不一定是无三角图，所以无三角形图不是小型闭合的。[1]

这些定义可以从图属性扩展到图的数值常量：如果图常量形式化为对应到实数域的单调函数，则图常量是遗传的、单调的或小型闭合的。。
此外，还研究了图常量在图的不相交并集方面的行为:
- 对于图G和图H，如果G和H的不相交并集里的常量值是G和H各自常量值之和，则对应的图常量是可加的。例如，其顶点数是可加的。[1]
- 对于图G和图H，如果G和H的不相交并集里的常量值是G和H各自常量值之积，则对应的图常量是可乘的。例如，Hosoya指数(匹配数)是可乘的。[1]
- 对于图G和图H，如果G和H的不相交并集里的常量值是G和H各自常量值的最大值，则对应的图常量就是两者中的最大值。[1]

此外，图属性可以根据它们所描述的图类型进行分类：图是无向的还是有向的，图的属性是否适用于多重图等。

## 常量值
定义图常量的函数其目标集可以是:
- 一个真值，如图属性的指示函数。
- 一个整数，如顶点数或图的色数。
- 一个实数，如图的分数色数。
- 一个整数的序列，如图的度序列。
- 一个多项式，如塔特多项式。

## 图常量与图同构
易于计算的图常量有助于快速识别同构图，或者说是识别非同构图。因为对于任何常量，具有不同值的两个图(根据定义)不能是同构的。然而，具有相同常量的两个图可能是同构的，也可能不是同构的。
如果常量I(G)和I(H)恒等，则意味着图G和图H的同构，此时称图常量I(G)是完备的。找到一个可有效计算这种常量的方法(图规范化问题)等价于给出一个简单解决富有挑战性的图同构问题的方法。然而，即使多项式的常量值如色多项式，通常也不完备的。例如，爪形图和4个顶点的道路图都具有相同的色多项式。

## 实例

### 属性
- 连通图
- 二分图
- 平面图
- 无三角形图
- 完美图
- 欧拉图
- 汉密尔顿图

### 整数常量
- 顶点数
- 边数
- 元件数
- 电路等级（图的顶点、边和元件的线性组合）
- 直径（顶点对之间最长的最短路径）
- 围长
- 顶点连通性（切断图所需移除的最小顶点数）
- 边的连接性（切断图所需移除的最小边数）
- 着色数（将所有顶点着色且相邻顶点不同颜色的最小颜色数）
- 着色指数（将所有边着色且相邻边不同颜色的最小颜色数）
- 独立集（规模最大的独立顶点集）
- 团顶点数（最大完备子图的顶点数）
- 荫度
- Hosoya指数
- Wiener指数

### 实数常量
- 聚类系数
- 介数中心性
- 分数色数
- 代数连通度
- 等周数
- Estrada指数
- 强度

### 序列和多项式
- 程序
- 图谱
- 邻接矩阵的特征多项式
- 色多项式
- 塔特多项式